# Migliori prestazioni europee nel salto in alto
La lista delle migliori prestazioni europee nel salto in alto, aggiornata periodicamente dalla World Athletics, raccoglie i migliori risultati di tutti i tempi degli atleti europei nella specialità del salto in alto.

## Maschili outdoor

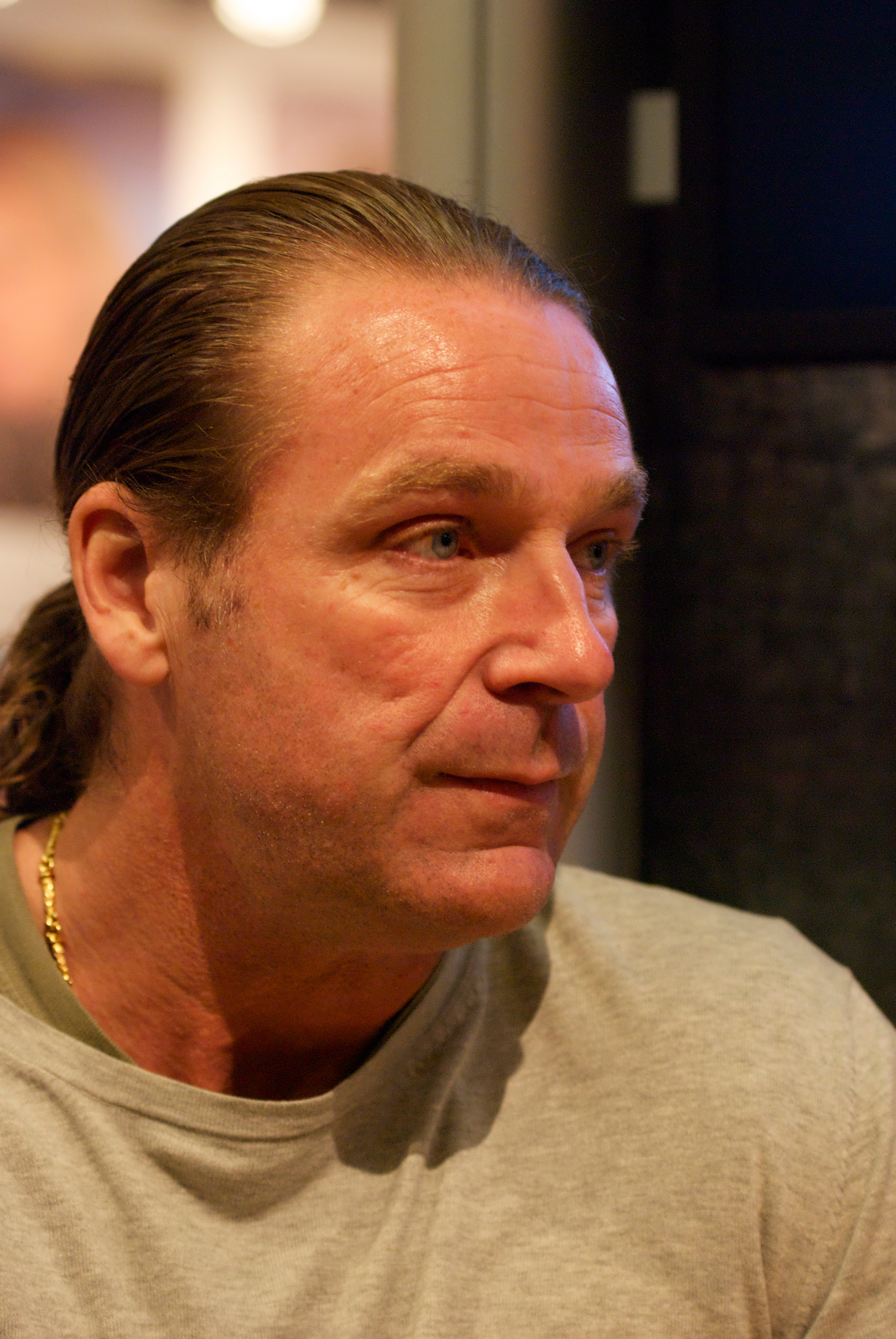
Patrik Sjöberg, detentore del record europeo outdoor del salto in alto

Statistiche aggiornate al 13 giugno 2022.
|    | Misura | Atleta             | Luogo      | Data             |
| -- | ------ | ------------------ | ---------- | ---------------- |
| 1. | 2,42 m | Patrik Sjöberg     | Stoccolma  | 30 giugno 1987   |
| 1. | 2,42 m | Bohdan Bondarenko  | New York   | 14 giugno 2014   |
| 3. | 2,41 m | Igor' Paklin       | Kōbe       | 4 settembre 1985 |
| 4. | 2,40 m | Rudol'f Povarnicyn | Donec'k    | 11 agosto 1985   |
| 4. | 2,40 m | Sorin Matei        | Bratislava | 20 giugno 1990   |
| 4. | 2,40 m | Vjačeslav Voronin  | Londra     | 5 agosto 2000    |
| 4. | 2,40 m | Andrij Procenko    | Losanna    | 3 luglio 2014    |

|     | Misura | Atleta             | Luogo           | Data             |
| --- | ------ | ------------------ | --------------- | ---------------- |
| 8.  | 2,39 m | Ivan Uchov         | Čeboksary       | 5 luglio 2012    |
| 8.  | 2,39 m | Gianmarco Tamberi  | Monaco          | 15 luglio 2016   |
| 10. | 2,38 m | Gennadij Avdeenko  | Roma            | 6 settembre 1987 |
| 10. | 2,38 m | Sergey Malchenko   | Banská Bystrica | 4 settembre 1988 |
| 10. | 2,38 m | Dragutin Topić     | Belgrado        | 1º agosto 1993   |
| 10. | 2,38 m | Artur Partyka      | Eberstadt       | 18 agosto 1996   |
| 10. | 2,38 m | Andriy Sokolovskiy | Roma            | 8 luglio 2005    |
| 10. | 2,38 m | Andrej Sil'nov     | Londra          | 25 luglio 2008   |
| 10. | 2,38 m | Danil Lysenko      | Eberstadt       | 27 agosto 2017   |

## Femminili outdoor

Stefka Kostadinova, primatista europea e mondiale del salto in alto

Statistiche aggiornate al 2 settembre 2022.
|    | Misura | Atleta             | Luogo     | Data              |
| -- | ------ | ------------------ | --------- | ----------------- |
| 1. | 2,09 m | Stefka Kostadinova | Roma      | 30 agosto 1987    |
| 2. | 2,08 m | Blanka Vlašić      | Zagabria  | 31 agosto 2009    |
| 3. | 2,07 m | Ljudmila Andonova  | Berlino   | 20 luglio 1984    |
| 3. | 2,07 m | Anna Čičerova      | Čeboksary | 22 luglio 2011    |
| 5. | 2,06 m | Kajsa Bergqvist    | Eberstadt | 26 luglio 2003    |
| 5. | 2,06 m | Elena Slesarenko   | Atene     | 28 agosto 2004    |
| 5. | 2,06 m | Ariane Friedrich   | Berlino   | 14 giugno 2009    |
| 5. | 2,06 m | Marija Lasickene   | Losanna   | 6 luglio 2017     |
| 9. | 2,05 m | Tamara Bykova      | Kiev      | 22 giugno 1984    |
| 9. | 2,05 m | Heike Henkel       | Tokyo     | 31 agosto 1991    |
| 9. | 2,05 m | Inha Babakova      | Tokyo     | 15 settembre 1995 |
| 9. | 2,05 m | Tia Hellebaut      | Pechino   | 23 agosto 2008    |
| 9. | 2,05 m | Jaroslava Mahučich | Bruxelles | 2 settembre 2022  |

## Maschili indoor
Statistiche aggiornate al 20 febbraio 2023.
|    | Misura | Atleta            | Luogo    | Data             |
| -- | ------ | ----------------- | -------- | ---------------- |
| 1. | 2,42 m | Carlo Thränhardt  | Berlino  | 26 febbraio 1988 |
| 2. | 2,41 m | Patrik Sjöberg    | Il Pireo | 1º febbraio 1987 |
| 3. | 2,40 m | Stefan Holm       | Madrid   | 6 marzo 2005     |
| 3. | 2,40 m | Ivan Uchov        | Il Pireo | 25 febbraio 2009 |
| 3. | 2,40 m | Aleksej Dmitrik   | Arnstadt | 8 febbraio 2014  |
| 6. | 2,39 m | Dietmar Mögenburg | Colonia  | 24 febbraio 1985 |
| 6. | 2,39 m | Ralf Sonn         | Berlino  | 1º marzo 1991    |

|    | Misura | Atleta             | Luogo        | Data             |
| -- | ------ | ------------------ | ------------ | ---------------- |
| 8. | 2,38 m | Igor' Paklin       | Indianapolis | 7 marzo 1987     |
| 8. | 2,38 m | Gennadij Avdeenko  | Indianapolis | 7 marzo 1987     |
| 8. | 2,38 m | Steve Smith        | Wuppertal    | 4 febbraio 1994  |
| 8. | 2,38 m | Wolf-Hendrik Beyer | Weinheim     | 18 marzo 1994    |
| 8. | 2,38 m | Sorin Matei        | Wuppertal    | 3 febbraio 1995  |
| 8. | 2,38 m | Jaroslav Rybakov   | Stoccolma    | 15 febbraio 2005 |
| 8. | 2,38 m | Linus Thörnblad    | Göteborg     | 25 febbraio 2007 |
| 8. | 2,38 m | Gianmarco Tamberi  | Hustopeče    | 13 febbraio 2016 |
| 8. | 2,38 m | Danil Lysenko      | Mosca        | 29 gennaio 2023  |

## Femminili indoor

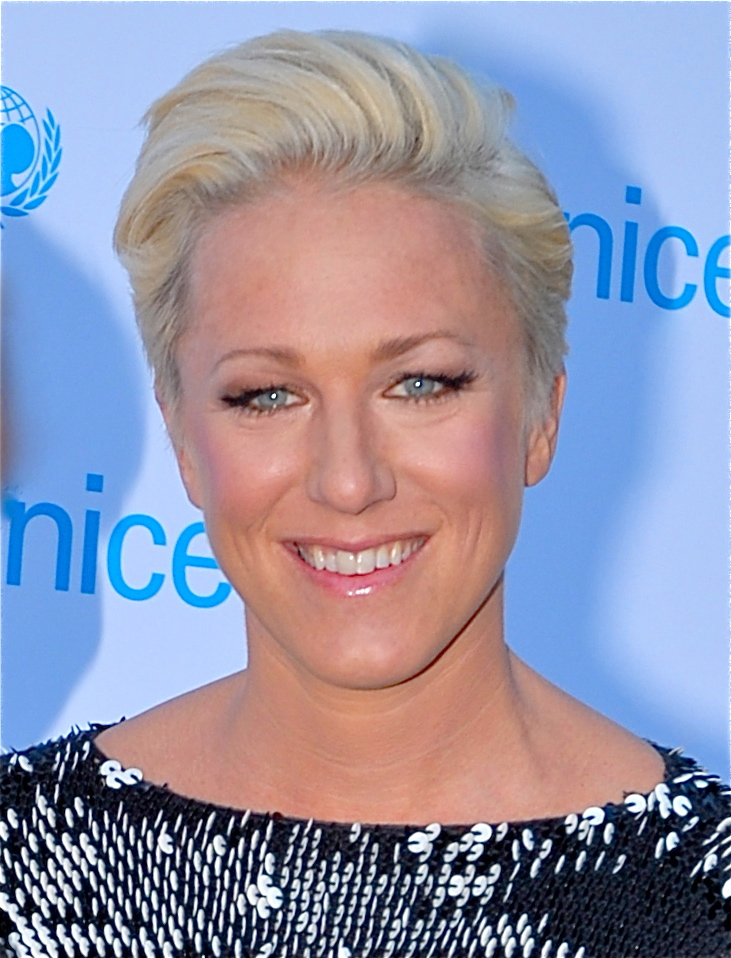
Kajsa Bergqvist, detentrice del record europeo e mondiale indoor del salto in alto

Statistiche aggiornate al 13 giugno 2022.
|     | Misura | Atleta                | Luogo           | Data             |
| --- | ------ | --------------------- | --------------- | ---------------- |
| 1.  | 2,08 m | Kajsa Bergqvist       | Arnstadt        | 4 febbraio 2006  |
| 2.  | 2,07 m | Heike Henkel          | Karlsruhe       | 8 febbraio 1992  |
| 3.  | 2,06 m | Stefka Kostadinova    | Atene           | 20 febbraio 1988 |
| 3.  | 2,06 m | Blanka Vlašić         | Arnstadt        | 6 febbraio 2010  |
| 3.  | 2,06 m | Anna Čičerova         | Arnstadt        | 4 febbraio 2012  |
| 3.  | 2,06 m | Jaroslava Mahučich    | Banská Bystrica | 2 febbraio 2021  |
| 7.  | 2,05 m | Tia Hellebaut         | Birmingham      | 3 marzo 2007     |
| 7.  | 2,05 m | Ariane Friedrich      | Karlsruhe       | 15 febbraio 2009 |
| 7.  | 2,05 m | Marija Lasickene      | Mosca           | 9 febbraio 2020  |
| 10. | 2,04 m | Alina Astafei         | Berlino         | 3 marzo 1995     |
| 10. | 2,04 m | Elena Slesarenko      | Budapest        | 7 marzo 2004     |
| 10. | 2,04 m | Antonietta Di Martino | Banská Bystrica | 9 febbraio 2011  |